# 蘇丹時間
苏丹时间僅包含單一时区，亦即中非時間（CAT；UTC+02:00）；苏丹自2017年11月1日起採用中非時間。苏丹自1985年10月14日起不再實行夏时制。

## 历史
苏丹最初使用地方平時UTC+2:10:08，直至1931 年改採UTC+02:00作为其標準時間。2000年1月15日，苏丹时间調快一小时至UTC+03:00；該安排於2017年11月1日取消，苏丹自當日起重新採用UTC+02:00。

## 夏时制
苏丹曾於1970年至1985年间實行夏时制，應用夏令時間時時區由UTC+02:00調快一小时至UTC+03:00。

## IANA時區資訊數據庫
苏丹在时区信息数据库中的zone.tab檔案中獲配給的位置。“SD”指ISO 3166-1二位字母代码（國家地區代碼）。苏丹的数据直接来自IANA时区信息数据库的zone.tab檔案；标有“*”符號的欄位是zone.tab檔案本身的列：
| 欄* | 座標*       | TZ* | 標準時間偏移 | 夏令時間 |
| --- | ----------- | --- | ------------ | -------- |
| SD  | +1536+03232 |     | +02:00       | +02:00   |

## 外部連結
- Time.is上的苏丹当前时间 （页面存档备份，存于）
- TimeAndDate.com上的苏丹时间 （页面存档备份，存于）